# Thomasomys macrotis
Thomasomys macrotis is een knaagdier uit het geslacht Thomasomys dat voorkomt in het midden van Peru. Dit dier is bekend van bergregenwoud op 3250 tot 3380 m hoogte in de vallei Pampa del Cuy. Dit dier heeft relatief grote oren en een korte staart, is iets groter dan T. aureus en is mogelijk verwant aan T. ischyrus.